# فتانه گیلانی
خانم فتانه گیلانی متولد سال ۱۳۴۰ هجری شمسی شهر کابل می‌باشد. فتانه گیلانی خانم سید اسحق گیلانی بوده در حکومت اشرف غنی رئیس اجتماع زنان افغانستان فعالیت داشت. وی یک خانم مبارز بوده در پست‌های زیادی مربوط به زنان افغانستان کار و فعالیت داشت. وی مؤسس یک سازمان قرض دهی برای دریافت شغل برای زنان می‌باشد.

## پیشیه
فتانه اسحاق گیلانی دختر سید فاروق سعیدی در سال ۱۳۴۰ در کابل در خانواده ای روشنفکر به دنیا آمد و در سال ۱۳۵۲ از لیسه ملالی فارغ‌التحصیل شد. خانم اسحق گیلانی تحصیلات عالی خود را در پیشاور  پاکستان در رشته امورات منزل به پایان رسانده و از سال ۱۹۸۶ تا کنون مؤسس و رهبر انجمن زنان افغانستان می‌باشد.

## فعالیت‌ها
خانم اسحاق گیلانی علاوه بر فعالیت‌های اجتماعی، مؤسس و مدیر مدرسه آریانا در پیشاور نیز بود که راه را برای تحصیل کودکان پناهنده افغان هموار کرد. او در پرتو فعالیت‌های اجتماعی خود دارای افتخارات قابل توجهی است، به ویژه جوایز بسیاری از سازمان‌های داخلی و بین‌المللی دریافت کرده‌است که برخی از آنها به شرح زیر است: جایزه زنان و کودکان پناهنده، کمیسیون جایزه زنان، نیویورک، ایالات متحده آمریکا. جایزه شاهزاده اسپانیا (همکاری بین‌المللی ۱۹۹۸) مادرید اسپانیا. جایزه سفیر صلح سازمان بین‌المللی صلح ۲۰۰۶ آمریکا و جوایز مشابه دیگری که در سطح ملی و بین‌المللی دریافت کرده‌است. خانم گیلانی به عنوان مؤسس انجمن زنان افغانستان و رهبر همین انجمن، بیشتر فعالیت‌های خود را در زمینه حمایت و دفاع از حقوق زنان و کودکان انجام داده‌است. او به عنوان یک زن مبارز همواره تلاش کرده‌است تا برای عدالت اجتماعی و حفظ حقوق زنان تلاش کند که هنوز هم ادامه دارد.

## زندگی شخصی
خانم فتانه در سال ۱۳۶۰ با اسحق گیلانی ازدواج نموده ثمره ازدواج شان دو دختراست.